# 242 км (платформа, Витебское направление)
242 километр — остановочный пункт Витебского направления Октябрьской железной дороги на линии Батецкая — Дно. Относится к Санкт-Петербург — Витебскому региону. Находится на территории Дновского района Псковской области.

## Общие сведения
Остановочный пункт расположен на двухпутном неэлектрифицированном участке железной дороги. Со стороны Батецкой западный путь ведёт к Бологовскому парку станции Дно, восточный — к Витебскому парку станции Дно. Рядом с остановочным пунктом 242 километр находится регулируемый железнодорожный переезд на автодороге 58К-105 Дедовичи — Дно — Костыжицы. На расстоянии около 0,5 км к юго-востоку от остановочного пункта расположена деревня Филиппково Выскодской волости Дновского района.
По состоянию на август 2012 года на остановочном пункте не было пассажирских платформ и каких-либо построек для пассажиров, имелись только знаки «Остановка локомотива» около переезда. Посадка/высадка пассажиров пригородных поездов осуществлялась непосредственно с переезда при закрытом положении шлагбаумов.

## Движение пригородных поездов
На 242 километре имеют остановку пригородные поезда, курсирующие по маршруту Оредеж — Дно — Оредеж. Ввиду отсутствия на платформе кассы билеты для проезда приобретаются непосредственно в электропоездах у разъездных кассиров. В расписаниях остановочный пункт может быть указан как Нефтебаза — 242 км.
- Расписание пригородных поездов. Яндекс.Расписания.
- Расписание пригородных поездов на tutu.ru